# Grevillea cunninghamii
Grevillea cunninghamii är en tvåhjärtbladig växtart som beskrevs av Robert Brown. Grevillea cunninghamii ingår i släktet Grevillea och familjen Proteaceae. Inga underarter finns listade i Catalogue of Life.